# Gwiazda Południa (powieść)
Gwiazda Południa (fr. L’Étoile du Sud, 1884) – powieść Paschala Grousseta (ps. André Laurie) i Juliusza Verne’a z cyklu Niezwykłe podróże złożona z 24 rozdziałów.
Pierwszy polski anonimowy przekład (autor przekładu ukrył się pod inicjałami: R. G.) pojawił się w już w roku 1895. Powieść była także tłumaczona przez Zbigniewa Zamorskiego (wyd. z 1931) i Annę Iwaszkiewiczową (I powojenne wyd. z 1957).

## Fabuła
Powieść rozgrywa się w Południowej Afryce wśród pól diamentowych dystryktu Griquland i traktuje o poszukiwaniach i perypetiach związanych z zaginięciem tytułowej Gwiazdy Południa – wielkiego 243 karatowego diamentu. 
Francuski inżynier górniczy Cyprien Méré bada powstawanie diamentów. Poznaje piękną Alice, córkę właściciela kopalni, Johna Watkinsa. Zakochują się w sobie, ale ze względu na brak pieniędzy ojciec Alice nie zgadza się na ich ślub. Cyprien postanawia zdobyć fortunę na górnictwie. Z partnerem kupują działkę górniczą. Niestety inwestycja kończy się wypadkiem. Cyprien ratuje jednego z górników - Matakiego. 
Cyprien wraca do badań nad powstawaniem diamentów. Wydaje się, że jego eksperyment zadziałał, ponieważ powstał diament. Daje go Alice. Alice nazywa diament „Gwiazda Południa”. Jej ojciec organizuje bankiet na cześć Cypriena. W połowie bankietu diament znika wraz z Matakim. Watkins obiecuje oddać rękę Alicji temu, kto odzyska diament. Cyprien i trzej inni zalotnicy wyruszają w pościg. 
Cyprien dopada Matakiego, ale on nie ma diamentu. Uciekał, bo bał się, że zostanie niesprawiedliwie oskarżony. Cyprien znajduje jednak diament w żołądku strusia Alicji, ale teraz życie Cypriena znajduje się w niebezpieczeństwie, bowiem odkrycie metody wytwarzania diamentów grozi egzystencji górników. Okazuje się jednak, że diament jest naturalny. Mataki znając eksperymenty Cypriena podłożył swój diament z wdzięczności za uratowanie mu życia. 
Pan Watkins organizuje kolejny bankiet. Niestety okazuje się, że traci
kopalnię na rzecz poprzedniego właściciela, a diament Gwiazda Południa rozpada się. Z szoku Watkins umiera następnego dnia. Cyprien i Alice pobierają się i żyją długo i szczęśliwie.

## Wyjaśnienie
Nazwę Gwiazda Południa nosi rzeczywisty diament znaleziony w Brazylii o masie bliskiej temu opisanemu w powieści.